# ピューター

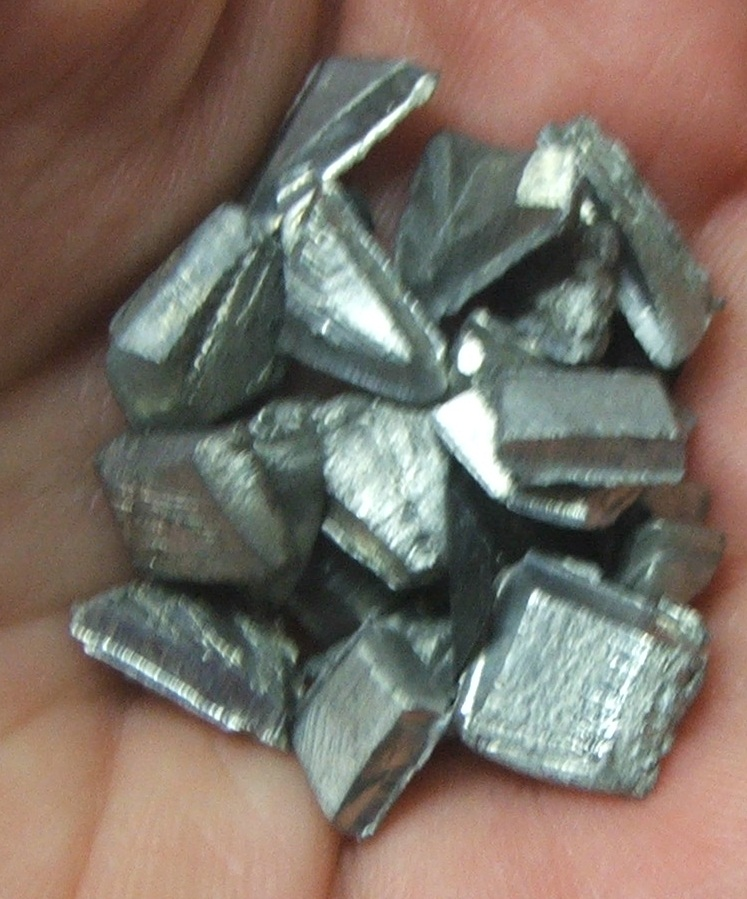
ピューター

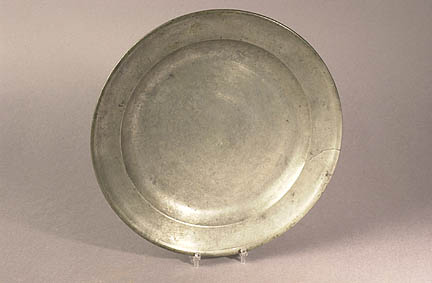
ピューター製の皿

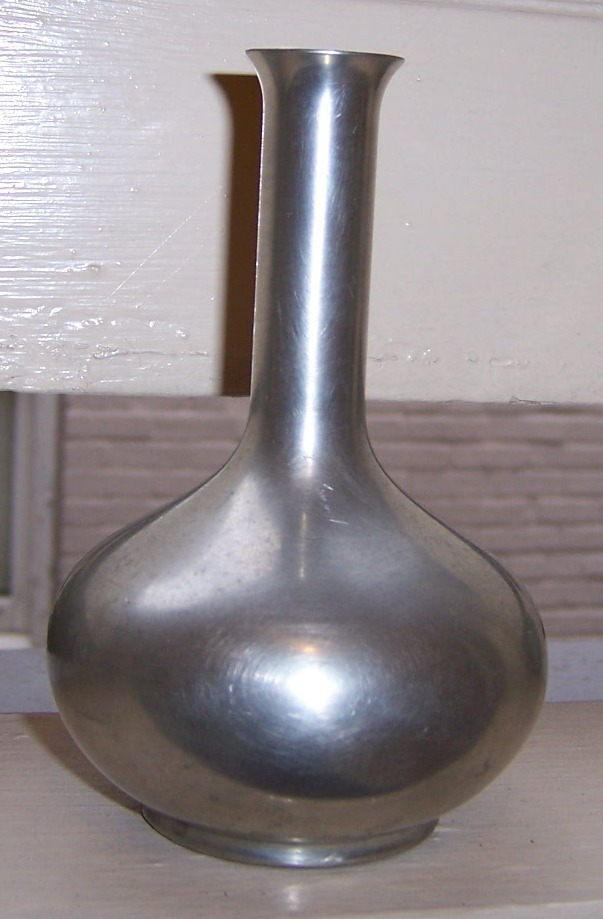
ピューター製の花瓶

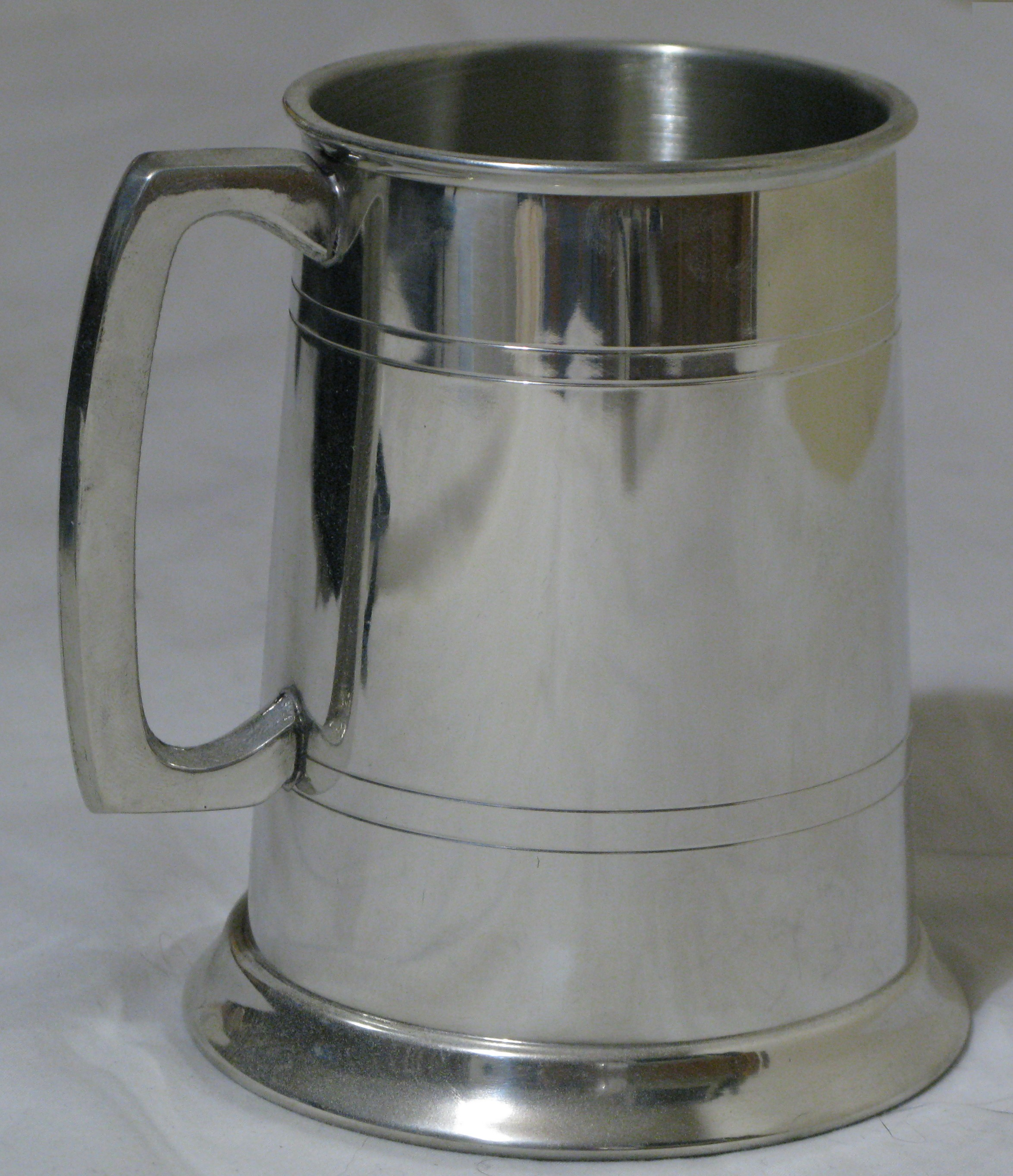
ピューター製のビアマグ

ピューター（英: Pewter)、またはしろめ（白目、白鑞）は、スズを主成分とする古くからある低融点合金である。成分の一例はスズ93 %、アンチモン7 %で、融点は約250 ℃である。青灰色。しばしば、アンチモンの代わりに鉛、または銅やビスマスを含むこともある。
元々はスズに鉛を加えていたが、18世紀のイギリスにて鉛の代わりにアンチモンを加える改良がなされた。それらの改良されたピューターはブリタニアメタル、またはチューダー・ピューターと称された。今では、ピューターと言えばブリタニアメタルの事を指す。
主に工芸品や装飾品、メタルフィギュアなどに用いられる。全米フィギュアスケート選手権では、4位までがメダル授与対象であるため、金・銀・銅のメダルに加えて4位選手にピューターメダルが授与される。
マレーシアのスランゴール州はスズの産地であり、ピューターの工芸品が名産となっている。装飾品やマグカップ、ウイスキーを入れるスキットルなどが製作され、ロイヤルセランゴール (Royal Selangor) のブランドで販売されている。

## 関連リンク
- イングリッシュピューター（英語版）
- 遠心鋳造
- スピンキャスティング（英語版）
- はんだ
- ブリタニアメタル（英語版）